# Frontière entre Chypre et la Syrie
La frontière entre Chypre et la Syrie est un tracé qui délimite le territoire maritime entre la Syrie et Chypre. Le tracé maritime a été créé en 1974 lorsque la Turquie commence à occuper la partie nord de Chypre. Le tracé est long de plus de 50 km.